# Římskokatolická farnost Mařenice
Římskokatolická farnost Mařenice (něm. Gross Mergthal) je církevní správní jednotka sdružující římské katolíky na území obce Mařenice a v jejím okolí. Organizačně spadá do českolipského vikariátu, který je jedním z 10 vikariátů litoměřické diecéze. Centrem farnosti je kostel svaté Máří Magdaleny v Mařenicích.

## Historie farnosti
Farnost v Mařenicích existovala již před rokem 1372. V pozdější době zanikla a byla obnovena až v roce 1721. Ve 20. století přestala být obsazována sídelním knězem. Konec života strávil v Mařenicích někdejší kapitulní vikář litoměřické diecéze Eduard Oliva.
Ve 2. polovině 20. století mařenický kostel zchátral, až připomínal zříceninu. Byl opraven v letech 1989-1991 a znovupožehnání po opravě biskupem Josefem Kouklem. Od roku 2007 byla farnost administrována excurrendo in spiritualibus z Mimoně, a poté od začátku roku 2020 ze Cvikova. Materiálním správcem farnosti je laik Marcel Hrubý ze Srbské Kamenice.

### Duchovní správcové vedoucí farnost
Začátek působnosti jmenovaného v duchovní správě farnosti od:
- Conradus
- 1395 Nicolaus
- 1397 Simon
- 25. 5. 1706 Christ. Nikolasch, n. 1678 Niems, † 22. 6. 1741
- 31. 10. 1741 Ernestus Flixius n. 1690 Leipa, † 11. 6. 1751
- 30. 4. 1751 Joann. Christoph. Rosche, n. 1710 Ehrenberg, † 25. 1. 1781
- 10. 5. 1781 Jos. Künstner, n. 1739 Wartenberg, † 22. 8. 1806
- 1806 par. vacat, cap. Anton. Ulbrich
  - 1806 Anton Renner, kaplan
- 7. 1. 1807 Joann. Pemsel, n. 21. 9. 1765 Strausnitz, o. 19. 3. 1791, † 1. 9. 1852
- 12. 4. 1821 Jos. Wurm, n. 5. 1. 1769 Drum, o. 27. 1793, † 19. 12. 1849
- 12. 7. 1832 Jos. Schönfeld, n. 10. 2. 1782 Leipa, o. 8. 9. 1805, † 7. 1. 1850
- 16. 8. 1843 Anton. Glener, n. 1. 11. 1800 Maschav., o. 4. 9. 1827, † 29. 3. 1886
- 1849 par. vacat, admin. Franc. Güttler
- 7. 12. 1850 Wenc. Burger, n. 29. 1. 1802 Wřettowic. o. 20. 8. 1827
- 26. 7. 1855 Franc. Jos. Goerner, n. 15. 1. 1809 Bleisswedel, o. 28. 9. 1832, † 24. 10. 1883
- 6. 7. 1865 Joann. Geisler, n. 27. 10. 1809 Johannesthal., o. 3. 8. 1835, † 14. 7. 1883
- 1875 par. vacat, admin. int. Vinc. Wünsch
- 1. 1. 1875 Jos. Nittel, n. 24. 4. 1823 Lindenau, o. 4. 7. 1848, † 25. 3. 1893
- x. 11. 1879 Vinc. Wünsch, n. 21. 4. 1827 Gablonz, o. 25. 7. 1852, † 15. 12. 1892
- 11. 8. 1887 Emman. Cžirnich, n. 18. 8. 1838 Leipa, o. 29. 7. 1863, † 22. 3. 1890
- 17. 7. 1890 Car. Stolle, n. 23. 10. 1852 Leitmeritz, o. 14. 7. 1877, † 1. 1. 1902
- 1. 5. 1902 Jos. Hampel, n. 26. 12. 1866 Leopoldsruh, o. 29. 6. 1890, † 28. 5. 1942
- 9. 7. 1926 Rud. Fišar, n. 26. 10. 1889 Oberrosenthal, o. 5. 7. 1914, † 24. 2. 1948
- 1. 11. 1934 Franc. Seidl, n. 14. 9. 1889 Springenberg, o. 25. 6. 1922, † 29. 10. 1980
- 13. 6. 1946 Rud. Schwalke
- 1. 4. 1948 Jan Pohl
- 8. 3. 1955 Karel Červinka
- 1. 5. 1955 Jos. Dobiáš
- 15. 3. 1965 Jan Pohl
- 1. 3. 2007 Václav Horniak, SVD, admin. exc. in spiritualibus z Mimoně
  - 13. 11. 2007 Marcel Hrubý, laik, admin. exc. in materialibus ze Srbské Kamenice
- 1. 1. 2020 Rudolf Repka, admin. exc. in spiritualibus ze Cvikova[1]

Kromě kněží stojících v čele farnosti, působili ve farnosti v průběhu její historie i jiní kněží. Většinou pracovali jako farní vikáři, kaplani, katecheté, výpomocní duchovní aj.

## Území farnosti
Do farnosti náleží území obcí:
- Mařenice
- Mařeničky
- Naděje

## Římskokatolické sakrální stavby na území farnosti
| | Fotografie | Stavba                     | Místo     | Bohoslužby                                              | Zeměpisné souřadnice             | Status        | Číslo kulturní památky           |
| Kostel | Kostel     | Kostel                     | Kostel    | Kostel                                                  | Kostel                           | Kostel        | Kostel                           |
| --- | ---------- | -------------------------- | --------- | ------------------------------------------------------- | -------------------------------- | ------------- | -------------------------------- |
| 1. |            | Kostel sv. Máří Magdaleny  | Mařenice  | bližší informace o bohoslužbách                         | 50°48′27″ s. š., 14°40′46″ v. d. | farní kostel  | 46605/5-3124 (Pk•MIS•Sez•Obr•WD) |
| Kaple |            |                            |           |                                                         |                                  |               |                                  |
| 2. |            | Kaple sv. Anny             | Naděje    | nelze sloužit – kaple byla upravena na rekreační objekt | 50°48′37″ s. š., 14°38′57″ v. d. | kaple         | —                                |
| Zaniklé sakrální stavby |            |                            |           |                                                         |                                  |               |                                  |
| 3. |            | Kaple sv. Jana Nepomuckého | Mařeničky | nelze sloužit                                           |                                  | zbořená kaple | —                                |
| Některé drobné sakrální stavby a pamětihodnosti lze dohledat zde v databázi Drobné sakrální památky Zaniklé sakrální stavby lze dohledat zde v databázi Poškozené a zničené kostely, kaple a synagogy v České republice |            |                            |           |                                                         |                                  |               |                                  |

Ve farnosti se mohou nacházet i další drobné sakrální stavby, místa římskokatolického kultu a pamětihodnosti, které neobsahuje tato tabulka.

## Příslušnost k farnímu obvodu
Farnost Mařenice se nachází v českolipském vikariátu, avšak z důvodu efektivity správy je po materiální administrována excurrendo z děčínského vikariátu z farnosti Srbská Kamenice. Po duchovní stránce je farnost excurrendo administrována z českolipského vikariátu z farnosti Cvikov. Přehled správy farnosti Mařenice je uveden v tabulce farních obvodů českolipského vikariátu.